# Česko na Mistrovství světa v atletice 2009

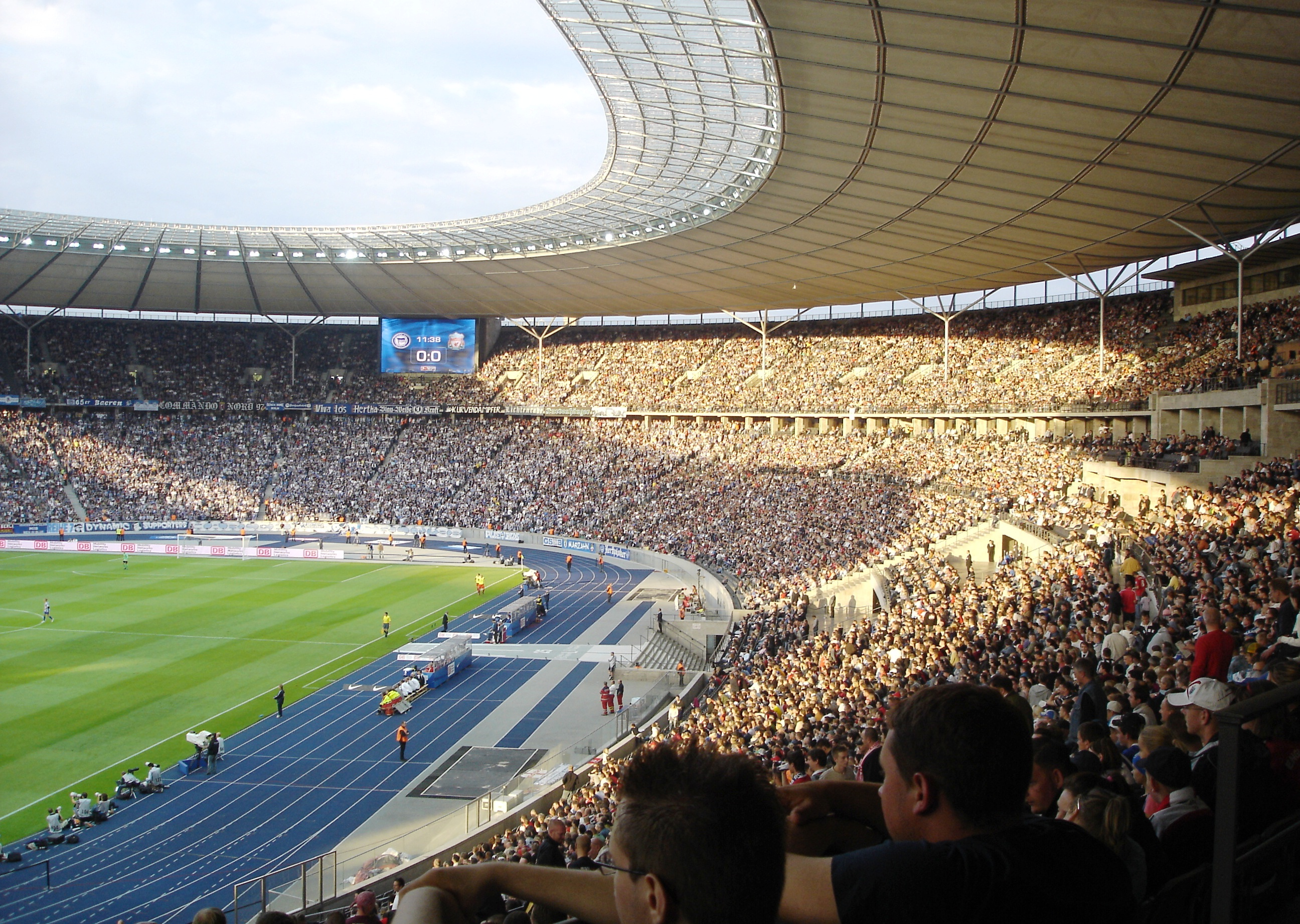
Olympijský stadion v Berlíně při MS 2009

Mistrovství světa v atletice 2009 se ve dnech 15. – 23. srpna účastnilo 22 českých atletů (10 mužů a 12 žen). Šampionát probíhal na olympijském stadionu v Berlíně a jeho okolí. 
Jedinou českou medaili vybojovala oštěpařka Barbora Špotáková, jež ve finále prohrála pouze s domácí atletkou Steffi Neriusovou, která v témže roce ukončila profesionální kariéru. Němka v první sérii poslal oštěp do vzdálenosti 67,30 metru a tímto výkonem si zajistila titul mistryně světa. Česká atletka se Němce nejvíce přiblížila ve třetí sérii výkonem 66,42 m. 
Pro většinu atletů skončil šampionát neúspěchem. Dařilo se naopak překážkářům. Petr Svoboda obsadil v semifinále běhu na 110 m překážek výkonem 13,33 s 4. místo a postoupil do osmičlenného finále. V něm nakonec obsadil 6. místo. Lucie Škrobáková skončila v semifinále běhu na 100 m překážek na celkovém 12. místě a mezi Evropankami ji patřila druhá příčka. Lepší Evropankou byla pouze Irka Derval O'Rourkeová, která ve finále skončila na 4. místě. Výškař Jaroslav Bába obsadil ve finále, které bylo pro vydatný déšť o několik desítek minut odloženo dělené 5. místo. Nad jeho síly bylo překonání výšky 228 cm. Na stejné výšce ztroskotalo dalších sedm výškařů, včetně Rusa Ivana Uchova, který skončil desátý. Do finálových bojů zasáhl také oštěpař Petr Frydrych, který výkonem 79,29 m obsadil 10. místo.

## Výsledky

### Muži
| Atlet            | Disciplína    | SB*     | Kvalifikace | Kvalifikace | Rozběh  | Rozběh   | Semifinále   | Semifinále | Finále      | Finále      |
| Atlet            | Disciplína    | SB*     | Výkon       | Umístění    | Výkon   | Umístění | Výkon        | Umístění   | Výkon       | Umístění    |
| ---------------- | ------------- | ------- | ----------- | ----------- | ------- | -------- | ------------ | ---------- | ----------- | ----------- |
| Petr Svoboda     | 110 m přek.   | 13,44 s |             |             | 13,56 s | 11.      | 13,33 s (SB) | 4.         | 13,38 s     | 6.          |
| Jaroslav Bába    | Skok do výšky | 2,33 m  | 2,27 m      | 12.         |         |          |              |            | 2,23 m      | 5.          |
| Jan Kudlička     | Skok o tyči   | 5,62 m  | 5,40 m      | 22.         |         |          |              |            | nepostoupil | nepostoupil |
| Roman Novotný    | Skok daleký   | 8,16 m  | 7,86 m      | 26.         |         |          |              |            | nepostoupil | nepostoupil |
| Štepán Wagner    | Skok daleký   | 8,15 m  | 7,68 m      | 35.         |         |          |              |            | nepostoupil | nepostoupil |
| Antonín Žalský   | Vrh koulí     | 20,11 m | 19,77 m     | 20.         |         |          |              |            | nepostoupil | nepostoupil |
| Lukáš Melich     | Hod kladivem  | 78,91 m | 74,47 m     | 14.         |         |          |              |            | nepostoupil | nepostoupil |
| Petr Frydrych    | Hod oštěpem   | 81,37 m | 79,57 m     | 9.          |         |          |              |            | 79,29 m     | 10.         |
| Vítězslav Veselý | Hod oštěpem   | 80,35 m | 75,76 m     | 28.         |         |          |              |            | nepostoupil | nepostoupil |

* SB – nejlepší výkon sezóny před šampionátem
Desetiboj
| Roman Šebrle  | Desetiboj    |          |       |          |
| Roman Šebrle  | Disciplína   | Výsledek | Body  | Umístění |
| ------------- | ------------ | -------- | ----- | -------- |
|               | Běh na 100 m | 11,16 s  | 825   | 29.      |
| Skok daleký   | 7,80 m       | 1 010    | 3.    |          |
| Vrh koulí     | 14,98 m      | 788      | 10.   |          |
| Skok vysoký   | 2,11 m (SB)  | 906      | 1.    |          |
| běh na 400 m  | 50,42 s      | 795      | 31.   |          |
| 110 m přek.   | 14,44 s      | 918      | 11.   |          |
| Hod diskem    | 46,30 m      | 794      | 7.    |          |
| Skok o tyči   | 4,60 m       | 790      | 22.   |          |
| Hod oštěpem   | 65,61 m      | 823      | 7.    |          |
| Běh na 1500 m | 4:50,33      | 617      | 30.   |          |
| Celkově       |              |          | 8 266 | 11.      |

### Ženy

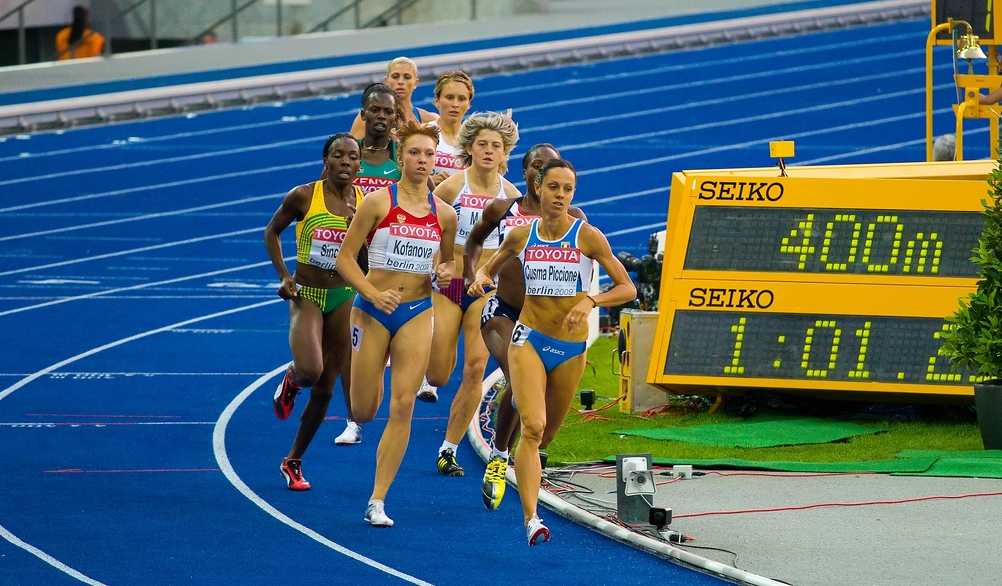
Lenka Masná (třetí zprava) v semifinálovém kole na MS 2009

| Atletka                   | Disciplína     | SB*     | Kvalifikace | Kvalifikace | Rozběh  | Rozběh   | Semifinále | Semifinále | Finále       | Finále           |
| Atletka                   | Disciplína     | SB*     | Výkon       | Umístění    | Výkon   | Umístění | Výkon      | Umístění   | Výkon        | Umístění         |
| ------------------------- | -------------- | ------- | ----------- | ----------- | ------- | -------- | ---------- | ---------- | ------------ | ---------------- |
| Lenka Masná               | 800 m          | 2:00,10 |             |             | 2:03,32 | 16.      | 2:02,55    | 20.        | nepostoupila | nepostoupila     |
| Lucie Škrobáková          | 100 m přek.    | 12,73 s |             |             | 13,04 s | 18.      | 12,92 s    | 12.        | nepostoupila | nepostoupila     |
| Zuzana Hejnová            | 400 m přek.    | 54,90 s |             |             | 55,68 s | 12.      | 54,99 s    | 11.        | nepostoupila | nepostoupila     |
| Zuzana Schindlerová       | Chůze na 20 km | 1.32:26 |             |             |         |          |            |            | 1.35:47      | 19.              |
| Iva Straková              | Skok do výšky  | 1,93 m  | 1,89 m      | 21.         |         |          |            |            | nepostoupila | nepostoupila     |
| Romana Maláčová           | Skok o tyči    | 4,35 m  | 4,10 m      | 30.         |         |          |            |            | nepostoupila | nepostoupila     |
| Jiřina Ptáčníková         | Skok o tyči    | 4,55 m  | 4,40 m      | 16.         |         |          |            |            | nepostoupila | nepostoupila     |
| Martina Šestáková         | Trojskok       | 14,18 m | 6,18 m      | 25.         |         |          |            |            | nepostoupila | nepostoupila     |
| Věra Cechlová-Pospíšilová | Hod diskem     | 62,91 m | 59,52 m     | 18.         |         |          |            |            | nepostoupila | nepostoupila     |
| Lenka Ledvinová           | Hod kladivem   | 70,51 m | 62,92 m     | 36.         |         |          |            |            | nepostoupila | nepostoupila     |
| Barbora Špotáková         | Hod oštěpem    | 68,23 m | 63,27 m     | 4.          |         |          |            |            | 66,42 m      | Stříbrná medaile |

Sedmiboj
| Eliška Klučinová | Sedmiboj       |          |       |          |
| Eliška Klučinová | Disciplína     | Výsledek | Body  | Umístění |
| ---------------- | -------------- | -------- | ----- | -------- |
|                  | 100 m překážek | 14,89 s  | 856   | 29.      |
| Skok do výšky    | 1,71 m         | 867      | 16.   |          |
| Vrh koulí        | 13,40 m        | 754      | 12.   |          |
| Běh na 200 m     | 26,17 s        | 782      | 27.   |          |
| Skok daleký      | 5,78 m         | 783      | 21.   |          |
| Hod oštěpem      | 41,19 m        | 778      | 9.    |          |
| Běh na 800 m     | 2:23,79        | 773      | 23.   |          |
| Celkově          |                |          | 5 505 | 23.      |

* SB – nejlepší výkon sezóny před šampionátem